# مبدل ولتاژ
مبدل ولتاژ یک مبدل الکتریکی است که ولتاژ منبع الکتریکی را تغییر می‌دهد؛ که ممکن است با دیگر اجزا برای ساخت یک  منبع تغذیه ترکیب شود.

## AC و DC
برای تغییر دامنۀ ولتاژ AC از ترانسفورماتور استفاده می‌شود . تغییر ولتاژ DC نیازمند قطعاتی مانند رگولاتور خطی (این نوع رگولاتور اتلاف توان زیادی دارد ) و یا مبدل سوییچینگ (باک و یا بوست و یا مبدل ترکیبی)میباشد همچنین امکان تغییر ولتاژ DC با دیود زنر و  مقاومت در  جریان های پایین وجود دارد 

## مبدل‌های ولتاژ عملیاتی
مبدل های ولتاژ AC در مصارف روزمره و عمومی کاربرد های زیادی دارند بطور مثال اینورتر های سیار که ورودی برق ۱۲ ولت DC خودرو را به ۲۲۰ یا ۱۱۰ ولت AC تبدیل میکنند و همچنین آداپتور های مسافرتی که دامنه ولتاژ ورودی بین ۱۱۰ تا ۲۴۰ ولت دارند و تقریبا در تمام جهان میتوانند بکار گرفته شوند بطور کلّی کاهش ولتاژ نسبت به افزایش آن پیچیدگی کمتری دارد و مهارت زیادی نیاز ندارد

### مبدل‌ها برای دستگاه‌ها

#### مبدل‌های اصلی
مهم ترین مبدل های ولتاژ (منابع تغذیه) برای راه اندازی تجهیزات الکترونیکی مدرن بکار گرفته میشوند مصرف کننده های مدرن(تلویزیون،کامپیوتر و غیره) برای کار به ولتاژی بین ۰.۵ ولت تا ۳۶ ولت نیاز دارند که توسط مبدل های ولتاژ (معمولا ایزوله) تغذیه میشود 

## انتخاب یک مبدل
یک مبدل برای استفاده در مدارات باید قادر باشد حداکثر توان مورد نیاز مدار را به‌طور پیوسته تغذیه کند؛ و این به صورت یک بر چسب روی محصول چسبانده میشود .